# Адамски, Филип
Филип Адамски (нем. Filip Adamski; 5 января 1983, Вроцлав, Польша) — немецкий спортсмен, Олимпийский чемпион в академической гребле (восьмёрки) 2012 года. Адамски выиграл множество медалей на чемпионатах мира по академической гребле и немецких первенствах. Увлекается музыкой, чтением книг.